# 7509 Гамзатов
7509 Гамзатов (7509 Gamzatov) — астероїд головного поясу, відкритий 9 березня 1977 року. 
Тіссеранів параметр щодо Юпітера — 3,630.